# Diecezja Le Mans
Diecezja Le Mans – diecezja Kościoła rzymskokatolickiego w północno-zachodniej Francji. Powstała w V wieku, obecny kształt terytorialny uzyskała w roku 1855. W ramach przeprowadzonej w roku 2002 reorganizacji Kościoła francuskiego, została przeniesiona z metropolii Tours do metropolii Rennes.